# Küntzig
Küntzig (luxemburgisch Kënzeg, örtlich Kéinzig, französisch Clemency) ist eine Ortschaft in der Gemeinde Käerjeng im Großherzogtum Luxemburg. Bis Ende 2011 war Küntzig eine Gemeinde und gehörte zum Kanton Capellen. Zum 1. Januar 2012 fusionierte sie mit Niederkerschen zur Großgemeinde Käerjeng. Am 15. Oktober 2020 zählte Küntzig 1996 Einwohner.

## Zusammensetzung der früheren Gemeinde
Die Gemeinde bestand aus den Ortschaften Küntzig und Fingig. Die Nachbargemeinden waren:
- im Norden: Steinfort
- im Osten: Garnich
- im Süden: Niederkerschen
- im Westen (Belgien): Aubange

## Geschichte
Küntzig war schon den Galliern bekannt, da man die Grabstätte eines reichen Galliers aus dem letzten Jahrhundert v. Chr. fand.
Zu Küntzig gehört auch die im Jahre 1730 erbaute Sankt-Maximin-Kapelle, die sich in der Bahnhofsstraße (Rue de le Gare) befindet.
Die Froschjagd in den umliegenden Moorgebieten war früher sehr verbreitet, deshalb ist der Frosch auch ein wichtiges Zeichen der Stadt.

### Mühlen in Küntzig
Früher gab es in Küntzig zwei Mühlen, die "Peschmillen" und die "Schockmillen". Die "Peschmillen" stand entlang der "Falterbaach", einem kleinen Bach in Küntzig, auf dem Punkt, wo sich heute die "Rue de la Gare" und die "Rue des Prés" treffen. Von dieser Mühle ist heute nichts mehr erhalten. Die "Schockmillen" steht am Rande des Dorfes links vom C.R. 110, wenn man Küntzig in Richtung Grass verlässt.

## Bürgermeister von 1815 bis 2011
| - 1815–1830 - 1830–1832 - 1832–1836 - 1836–1861 - 1861 Januar–April - 1861–1867 - 1867–1879 - 1879–1891 - 1891–1912 - 1912–1921 - 1921–1925 - 1925–1933 | - Pierre Decker - Henri Simon - Michel Schleimer - Tibesar Michel - Wilhelm Ernster - Jean Kirsch - Pierre Berens - Jean Kirsch - J.-B. Biver - Jean-Eugène Kirsch - J.-P. Schmitz - Nic Klein | - 1933–1946 - 1946–1957 - 1957–1963 - 1964–1969 - 1970–1975 - 1976–1981 - 1982–1984 - 1985–1987 - 1987–1996 - 1997–2007 - 2007–2011 | - Michel Schumacher - Joseph Jeitz - Félix Heinen - Albert Kirsch - Antoine Hirtz - Marcel Helbach - Guillaume Jeitz - Nicolas Ehleringer - Fred Reuter - Daniel Hautus - Jeannot Jeanpaul |

## Bekannte Leute der Gemeinde
- Jean Octave
- Louis Biren
- Nicolas Margue